# 서울역 압사 사고
서울역 압사 사고(-驛 壓死 事故)는 1960년 1월 26일 열차 탑승객들이 서울역 계단에서 집단으로 넘어진 사건이다.

## 개요
1960년 1월 26일 오후 11시 45분경 서울역발 목포행 호남선 601편 완행열차를 타려던 승객들이 서울역 3번 계단에서 집단으로 넘어진 사건이다.

## 인명 피해
사건 발생 후 1960년 1월 27일자 동아일보 석간 신문에는 31명이 압사하고 38명이 부상당했다고 타전되었으나 이후 갱신되어 최종 31명이 압사, 49명이 중·경상을 입은 것으로 파악되었으나 또다시 갱신되어 최종 31명이 압사하고 41명이 중경상을 입은 것으로 확정되었다. 압사한 31명은 교통병원(서울철도병원)에 안치되었으며, 부상자들은 세브란스병원. 서울적십자병원, 국립중앙의료원으로 분산 수용하여 입원 후 치료를 받았다.
이 사고의 사망자 대부분은 부녀자이며 이들 대부분이 귀향 때문에 대개가 무거운 짐을 들고 있어 사고를 한층 더 키운 것으로 파악되었다.

## 사고 경위
구정 이틀 전인 1960년 1월 26일, 이른 아침부터 다른 지역으로 귀향하려는 승객들이 서울역에 몰려 역 구내와 광장에 몰려 인산인해를 이루었다. 평소보다 3배가량 많은 3,926명이 열차표를 예매하였고, 이로 인해 이 날 오후 10시 50분에 출발하는 서울역발 목포행 호남선 601편 완행열차의 차량을 8량에서 18량으로 증차하였다. 이에 원래 발차 35분 전인 10시 15분에 개찰할 예정이었으나 차량 증차로 인해 출발 5분 전인 10시 45분에 개찰을 시작하였다. 열차가 먼저 출발한 것을 우려한 탑승객들은 개찰구에서 무리하게 뛰어나갔고, 먼저 타려는 승객들이 폭이 좁은 4·5번 플랫폼 전용 3번 계단으로 무질서하게 몰려들면서 승객 한 명이 앞으로 쓰러지자 연쇄적으로 후속 승객들이 밀려 넘어지기 시작했으며 이 과정에서 31명이 압사하고 49명이 부상을 입었다.

### 사고 원인
수사 당국은 1월 27일 당일 서울역 관계자가 객차 1량당 최대 수용량이 80명인데 비해 각 량당 평균 200장, 도합 3,000장을 발급하는 바람에 급히 증차를 한 점과 많은 승객을 모아 한꺼번에 개찰한 점, 열차의 정원을 초과하여 표를 판매한 점을 사고의 원인으로 지목하였다.
서울역장은 한꺼번에 개찰을 한 것에 대해 승객들의 편의를 위해 한 것이며 기차 출발이 지연된다는 점을 여러 번 안내방송으로 고지하였고, 혼잡을 덜기 위해 부녀자들을 먼저 내보냈다고 답했다. 이어 열차의 정원을 넘겨 표를 판매한 점에 대해서는 열차 표를 산 사람이 전부 타지 못했을 경우를 대비하여 임시편성을 준비할 계획이라고 답변했다.

## 사고 여파
사고 발생 직후 70여명의 역무원들과 다른 사건에 출동중이던 경찰관 30여명이 즉시 사고 현장에 투입되어 사망자 및 부상자들을 인근 병원으로 분산 이송하도록 정리하였고, 김일환 교통부장관 등 교통부 관료가 총출동하여 사건 현장의 수습책을 지휘하였다. 서울역에는 곧바로 사고대책본부가 설치되었고 사망자들의 합동위령제를 사고 다음날인 27일 오후 3시 교통부 앞 광장에서 치르고 사망자들의 시신을 유가족에게 인계하고 위자료를 지불하기로 결정하였다.
이 사고로 인하여 미처 탑승하지 못한 2,300명의 승객들은 다음날 오전 0시 2분경 출발하는 임시 열차에 탑승하였으며 나머지 승객들은 이어서 새벽 2시 3분경 출발하는 임시 열차에 탑승하였다.
사고 다음날인 1월 28일 오전 서울지검은 서울역에서 일어난 압사 사고와 관련하여 서울역 구내의 사건 현장을 답사하였고 서울역장과 서울역 여객주임 두 명을 업무상과실치사 혐의로 우선 입건하였다. 같은 날 오후 국회 교통체신위원회는 임시긴급위원회를 열고 최인규 당시 내무부 장관을 초치하여 사건의 전말과 사건과 관련된 경찰 수사에 대해 서면보고를 하고 교통부 내부의 인사조치를 단행할 것을 요구하였다.
2월 2일 서울중앙지방법원은 2월 1일 서울지검이 서울역장과 서울역 여객주임에 대해 업무상과실치사상 혐의로 신청한 구속영장을 집행하였으며 이날 밤 11시 서울서대문경찰서에 수감되었다. 이후 4월 1일 치러진 공판에서 서울역장에게 무죄, 서울역 여객주임에 대해 금고 1년 6개월을 선고하였다.
이 사건을 계기로 임흥순 서울특별시장은 예정에 없던 동대문운동장과 효창운동장, 장충체육관의 개조 계획을 발표하였으며, 철도청 당국은 2월 10일부터 운행되는 호남선 열차의 증편을 시행한다고 밝혔다.
12월 28일, 서울역 압사 사고가 동아일보사가 선정한 1960년도 국내 10대 뉴스 중 하나로 선정되었다.

## 같이 보기
- 이태원 압사 사고
- 부산역전 대화재
- 서울역